# 이동규 (성악가)
이동규(1978년 2월 11일 ~ )는 캐나다의 성악가이다.

## 방송
- 윤도현의 러브레터 (2008)
- 수요예술무대
- 미라클 코리아 (2013)
- 스타킹 (2013)
- 아트다큐 후아유 (2014)
- 팬텀싱어 4 (2023) - 준우승

## 공연
- 두 남자의 클래식 (2014)
- 피가로의 결혼 (2009)
- 테세우스 (2008)
- 베니스에서의 죽음 (2008)
- 한 여름 밤의 꿈 (2008)
- 라다미스토 (2007)
- 박쥐 (2007, 2012, 2014)

## 경력
- 월드비전 어린이 합창단 (1988-1991)

## 수상
- 헬싱키 미리엄 헬린 국제 콩쿠르 3위 (2009)
- 영국 BBC 카디프 국제 성악가 콩쿠르 콘서트2 우승 (2007)
- 뉴욕 조지런던 콩쿠르 우승 (2006)
- 프란시스코 비냐스 국제 성악 콩쿠르 1위 (2006)
- 무지카 사크라 국제 성악 콩쿠르 1위 (2005)
- 뉴욕 영 콘서트 아티스트 국제 콩쿠르 2위 (2000)